# فرنسيس كاسيدي
فرنسيس كاسيدي هو محامي وسياسي كندي، ولد في 17 يناير 1827 في كندا، وتوفي في 14 يونيو 1873 في مونتريال في كندا. حزبياً، نشط في Conservative Party of Quebec (historical) ‏. وقد انتخب عضو الجمعية الوطنية في كيبك ‏ وانتخب عمدة مونتريال ‏ (1 فبراير 1873 – 1 يونيو 1873).